# Libouchec
Libouchec (en allemand : Königswald) est une commune du district et de la région d'Ústí nad Labem, en Tchéquie. Sa population s'élevait à 1 851 habitants en 2021.

## Géographie
Libouchec se trouve à 11 km au nord d'Ústí nad Labem et à 82 km au nord-ouest de Prague.
La commune est limitée par Tisá au nord, par Jílové au nord et à l'est, par Malšovice au sud-est, par Povrly, Chuderov, Velké Chvojno et Ústí nad Labem au sud, et par Telnice et Petrovice à l'ouest.

## Histoire
La première mention écrite du village date de 1169.

## Transports
Par la route, Libouchec se trouve à 13 km d'Ústí nad Labem et à 101 km de Prague.